# Trieste Kelly Dunn
Trieste Kelly Dunn (Provo (Utah), 14 januari 1981) is een Amerikaanse actrice.

## Biografie
Dunn studeerde theaterwetenschap aan de University of North Carolina School of the Arts, toneelschool van de Universiteit van North Carolina, in Winston-Salem. Tijdens haar studieperiode speelde zij mee in diverse schoolfilms. 
Dunn begon in 2004 met acteren in de film Mysterious Skin, waarna zij nog meerdere rollen speelde in films en televisieseries. Zij speelde in onder andere United 93 (2006), Golden Boy (2013), Banshee (2013-2015) en Blindspot (2015-2017). 

## Filmografie

### Films
Uitgezonderd korte films.
- 2022 Quantum Cowboys - als Anna the Siren
- 2021 Sometime Other Than Now - als Audrey
- 2019 Girl on the Third Floor - als Liz Koch
- 2017 The Misogynists - als Amber
- 2016 Blame - als Jennifer
- 2016 Infinity Baby - als Alison
- 2015 Applesauce - als Nicki
- 2014 And, We're Out of Time - als Natalie
- 2013 Plato's Reality Machine - als Zoe
- 2013 Loves Her Gun - als Allie
- 2013 Banshee Origins: Siobhan Interrupted - als Siobhan Kelly
- 2011 The Craigslist Killer - als Trisha Leffler
- 2010 Vacation! - als Donna
- 2010 The New Year - als Sunny
- 2010 Cold Weather - als Gail
- 2008 The Tower - als Hollis Bourget
- 2006 What's Not to Love? - als Rachel schwartz
- 2006 United 93 - als Deora Frances Bodley
- 2005 Building Girl - als Liz
- 2005 Little Chicago - als Kammy
- 2005 Mysterious Skin - als date in Blood Prom

### Televisieseries
Uitgezonderd eenmalige gastrollen.
- 2022 See - als ambassadrice Trovere - 5 afl.
- 2015-2020 Blindspot - als Allison Knight - 18 afl.
- 2019 The Passage - als Sierra Thompson - 2 afl.
- 2017 Manhunt: Unabomber - als Theresa Oakes - 2 afl.
- 2013-2015 Banshee - als Siobhan Kelly - 29 afl.
- 2015 Almost There - als Natalie - 6 afl.
- 2013-2014 Banshee Origins - als Siobhan Kelly - 4 afl.
- 2014 Believe - als FBI agente Elizabeth Ferrel - 6 afl.
- 2013 Golden Boy - als Margot Dixon - 6 afl.
- 2008 Canterbury's Law - als Molly McConnell - 6 afl.

- Library of Congress Control Number: no2011111841
- Virtual International Authority File: 173469753
- WorldCat: E39PBJkTdGRytpjbTgKMrKCWjC